# Tonje Kjærgaard
Tonje Anette Kjærgaard Jensen (Silkeborg 11 de junio de 1975) es una exjugadora danesa de balonmano, que jugaba de pivote, doble campeona olímpica, campeona mundial y bicampeona de Europa con la selección femenina de Dinamarca.

## Trayectoria

### Clubes
Formada en el Silkeborg-Voel KFUM, debutó en 1992, con tan solo 17 años, con el Ikast fS, equipo al que permaneció vinculada hasta su retirada profesional en 2004 con tan solo 25 años.
Con la entidad conquistó la Liga danesa de 1998, la primera en la historia de la entidad y la City Cup de la misma temporada, además de diversos metales en los torneos nacionales.

### Trayectoria de clubes
1992 – 2004:  Ikast fS

### Selección
Debutó con la absoluta el 8 de febrero de 1994 y disputó 139 partidos, en los que anotó 342 goles, hasta su retirada internacional tras los Juegos de Sídney 2000. Fue pieza clave del combinado que encadenó los oros olímpicos de 1996 y 2000, el título mundial de 1997 y los campeonatos europeos de 1994 y 1996.

## Premios y títulos

### Con la selección
- 2 × Medallas de oro en los Juegos Olímpicos (1996, 2000)[1]
- 1 × Medalla de oro en el Campeonato del Mundo (1997)[6]
- 1 x Medalla de plata en el Campeonato del Mundo (1995)
- 1 x Medalla de bronce en el Campeonato del Mundo (1993)
- 2 × Medallas de oro en el Campeonato de Europa (1994, 1996)[7]
- 1 x Medalla de plata en el Campeonato de Europa (1998)

### Con sus clubes
- 1 x EHF European League (2002)
- 1 × EHF Challenge Cup (1998)[4]
- 1 x Recopa de Europa (2002)
- 1 x Supercopa de Europa (1998)
- 1 × Liga danesa (1998)[4]
- 3 x Copa danesa (1999, 2000, 2002)

### Distinciones personales
- Mejor pivote en el Campeonato del Mundo (1999)
- Mejor jugadora de la Liga danesa (1993, 1998)
- Mejor pivote de la Liga danesa (2000)[8]

## Vida personal
Licenciada en Biología por la Universidad de Aarhus, ejerce como profesora de Biología y Biotecnología en el Ikast-Brande Gymnasium. Desde noviembre de 2021 forma parte del consejo de administración de Ikast Håndbold, convirtiéndose en la primera mujer que ocupa dicho cargo. Su camiseta con el número 3 fue retirada por parte de su club.